# 克拉克鎮區 (密蘇里州科爾縣)
克拉克鎮區（英語：Clark Township）是位於美國密蘇里州科爾縣的一個行政鎮區。

## 地方資料
克拉克鎮區的面積為228.14平方千米，當中陸地面積為226.90平方千米，而水域面積為1.24平方千米。根據2020年美國人口普查的數據，當地共有人口3648人，而人口密度為每平方千米15.99人。